# Friedrich von Ingenohl
Friedrich von Ingenohl (Neuwied, 30. lipnja 1857. -  Berlin, 19. prosinca 1933.) je bio njemački admiral i vojni zapovjednik. Tijekom Prvog svjetskog rata zapovijedao je Flotom otvorenog mora u prvim godinama rata.

## Vojna karijera
Friedrich von Ingenohl rođen je 30. lipnja 1857. u Neuwiedu. Ingenohl je kao kadet u mornaricu stupio 1874. godine nakon čega je služio u raznim mornaričkim jedinicama kao i u ministarstvu mornarice. U ožujku 1902. unaprijeđen je u čin kapetana, kontraadmiralom je postao u rujnu 1907., da bi u siječnju 1910. bio promaknut u čin viceadmirala. Godine 1909. Ingenohl dobiva i plemićku titulu, da bi 1913. godine bio unaprijeđen u admirala. U studenom 1913. postaje zapovjednikom Flote otvorenog mora, te na tom mjestu dočekuje i početak Prvog svjetskog rata.  

## Prvi svjetski rat
Na početku Prvog svjetskog rata oprezni Ingenohl kao zapovjednik flote nije poduzimao neke značajnije akcije. Smatrao je, kao i većina njemačkih mornaričkih časnika, da njemačka flota nije spremna za sukob s britanskom. Njegov oprez pojačao je i njemački neuspjeh u Bitci u Heligolanskom zaljevu. Nakon tog neuspjeha izveden je napad na Yarmouth koji strategijski ništa nije donio, ali je ohrabrio Ingenohla u novim pothvatima. Mjesec dana poslije 15. prosinca 1914. Ingenohl je organizirao bombardiranje Scarborougha. Britanci su nakon njemačkog bombardiranja odlučili napasti njemačku eskadru pod zapovjedništvom Franza von Hippera, ali nisu znali da je Ingenohl ispolovio s cijelom Flotom otvorenog mora kako bi podržao Hippera. Ingenohl međutim, bojeći se da bi mogao doći do sukoba s cijelom britanskom flotom naredio je povlačenje čime je ne samo propustio uništiti britansku eskadru, već i podržati Hippera koji se morao boriti bez podrške ostatka flote. Slično se dogodilo i u Bitci kod Dogger Banka kada je Ingenohl odbio isploviti s Flotom otvorenog mora smatrajući da se glavnina britanske flote nalazi na sjeveru što je Hippera dovelo u teški položaj. Neuspjeh Bitci kod Dogger Banka uzrokovao je Ingenohlovu smjenu. Ingenohl je 2. veljače 1915. smijenjen s mjesta zapovjednika Flote otvorenog mora, te je na njegovo mjesto postavljen dotadašnji načelnik Admiraliteta Hugo von Pohl. Ingenohl je imenovan zapovjednikom mornaričke baze u Kielu koju dužnost je obavljao šest mjeseci.

## Poslije rata
U kolovozu 1915. Ingenohl se umirovio. Preminuo je 19. prosinca 1933. godine u 77. godini života u Berlinu.

## Vanjske poveznice
(eng.) Friedrich von Ingenohl na stranici First World War.com
| Prethodnik:              | Zapovjednik Flote otvorenog mora Friedrich von Ingenohl | Nasljednik:   |
| Henning von Holtzendorff | Zapovjednik Flote otvorenog mora Friedrich von Ingenohl | Hugo von Pohl |